# John M. Kosterlitz
John Michael Kosterlitz (ur. 22 czerwca 1943 w Aberdeen) – brytyjski fizyk związany z Brown University, laureat Nagrody Nobla w dziedzinie fizyki w 2016 roku .

## Życiorys
John Michael Kosterlitz był synem lekarza i biochemika niemieckiego pochodzenia Hansa Waltera Kosterlitza i jego żony Johanny Marii Kosterlitz z domu Gresshöner. Hans Walter Kosterlitz, ze względu na żydowskie pochodzenie, zdecydował się opuścić Niemcy i, w 1934 roku, przyjął ofertę pracy na Uniwersytecie w Aberdeen.
John Michael Kosterlitz uczęszczał do prywatnej szkoły Robert Gordon's College w Aberdeen. Następnie studiował na Gonville and Caius College na Uniwersytecie Cambridge, który ukończył w 1965, po czym, w 1969 roku uzyskał stopień doktora na Uniwersytecie Oksfordzkim. W latach 1969–1970 przebywał na stypendium w  Istituto di Fisica Teorica na Uniwersytecie Turyńskim.  Od 1970 do 1982 był pracownikiem naukowym Uniwersytetu w Birmingham. W latach 1973–1974 odbył staż podoktorski na Cornell University. W roku 1982 przeniósł się do Uniwersytetu Browna .
Podczas pobytu w Birmingham, na początku lat 70. XX wieku, John Michael Kosterlitz współpracował z Davidem J. Thoulessem w badaniach nad przemianami fazowymi w materiałach dwuwymiarowych. Fizycy sądzili, że w materiałach dwuwymiarowych przemiany fazowe nie występują, ponieważ każde uporządkowanie zostanie zniszczone przez przypadkowe fluktuacje termiczne. Bez przejścia fazowego nie mogłyby wystąpić zjawiska takie jak nadciekłość i nadprzewodnictwo. Kosterlitz i Thouless odkryli topologiczne przejście fazowe, w którym pary wirów tworzą się w niskich temperaturach, a następnie rozpraszają się wraz ze wzrostem temperatury. Zmiana ta znana jest jako przejście Kosterlitz-Thouless (KT) (lub przejście Berezinski-Kosterlitz-Thouless [BKT]) i pojawia się w wielu innych obszarach fizyki.
W 2016 został laureatem Nagrody Nobla w dziedzinie fizyki wraz z Davidem J. Thoulessem i Duncanem Haldane’em za teoretyczne odkrycia topologicznych przejść fazowych i topologicznych faz materii. John M. Kosterlitz otrzymał jedną czwartą nagrody .
Jest zapalonym alpinistą, twierdzi, że jedną z przyczyn, dla których zdecydował się na pobyt w Turynie, była bliskość Alp. Wyznaczył drogę wspinaczkową w dolinie Orco, nazwaną „Fessura Kosterlitz” od jego imienia.